# La Gloria (Argentine)
Pour les articles homonymes, voir La Gloria.
La Gloria est une localité rurale argentine située dans le département de Catriló, dans la province de La Pampa. Elle fait partie de la municipalité d'Uriburu.

## Démographie
La localité compte 46 habitants (Indec, 2010), soit une augmentation par rapport au précédent recensement de 2001 qui comptait 43 habitants.